# Rio Leça (São Tomé)
Rio Leça é uma aldeia de São Tomé e Príncipe, localiza-se no Distrito de Lembá, ilha de São Tomé, próxima às localidades de Neves e de Ponta Figo.